# Yngve Brodd
Rolf Yngve Brodd, född 9 juni 1930 i Seglora församling i Älvsborgs län, död 23 september 2016 i Göteborg, var en svensk fotbollsspelare, vänsterinner, som spelade 20 landskamper 1952-1963 och var med i det svenska landslag, som vann OS-brons i Helsingfors 1952. Yngve Brodd var allsvensk för Örebro SK och IFK Göteborg. Och avslutade sin tränarkarriär i Kungsbacka IF.

## Biografi
Yngve Brodds karriär tog avstamp i Fritsla IF, där han i slutet på 1940-talet bildade ett fruktat anfallsvapen tillsammans med Arne Andersson. AIK visade tidigt intresse för talangen, som även provtränade med IF Elfsborg. Till slut hamnade han 1952 i Örebro SK dit han faktiskt värvades som bandyspelare. Tre veckor efter sin allsvenska debut var det dags för landslagsspel. Inom ett år hade han skrivit på proffskontrakt i Frankrike.  Brodd kom att fortsätta sin karriär i Frankrike där han spelade för Toulouse och Sochaux, och bland annat deltog i en cupfinal.
Med svenska landslaget vann han OS-brons i Helsingfors 1952. På grund av att landslaget vid denna tid oftast förbjöd utlandsproffs att deltaga, blev landslagsframträdandena sporadiska. Att Yngve inte blev uttagen till "hemma-VM" 1958, när proffs återigen fick deltaga, ansågs av den svenska pressen vara en skandal. Trots att han sällan fick delta, säger hans målsnitt i landslaget en del om den viktiga roll han spelade där. De tre sista säsongerna i karriären tillbringades i IFK Göteborg där han var spelande tränare. Enligt fotbollsskribenten Lennart "Duke" Crusner var Brodd "den av svenska experter mest undervärderade av alla våra stora spelare genom tiderna".

## Fotnoter
1. ↑  Sveriges befolkning 1970, CD-ROM, Version 1.02, Sveriges Släktforskarförbund (2002)
2. ↑  ”Förre storspelaren Yngve Brodd död”. Aftonbladet. 1 oktober 2016. http://www.aftonbladet.se/sportbladet/article23631571.ab. Läst 1 oktober 2016.
3. ↑  ”Dödsannonser; Yngve Brodd”. familjesidan.se. http://www.familjesidan.se/cases/yngve-brodd/funeral-notices. Läst 1 oktober 2016.
4. ↑  Yngve Brodd på Sveriges Olympiska Kommittés webbplats
5. ↑  Johrén, A ”Arne Andersson” Arkiverad 15 juli 2014 hämtat från the Wayback Machine., ”500 AIK:are”, 2002.
6. ↑  Åkerberg, Olle Yngve Brodd, Sportklubben.net ”Yngve Brodd”], ”Jubileumsutgåvan”, 1983
7. ↑  Crusner, Lennart. Citat hämtat från ”Jubileumsskrift, Fritsla Idrottsförening, 1920-2000”, 2000.